# 山田肇
山田 肇（やまだ はじめ、1907年8月23日 - 1993年8月17日）は、日本の演劇学者、舞台演出家。明治大学名誉教授。
スタニスラフスキーの翻訳で知られ、岸田国士戯曲賞選考委員を発足時から務めた。

## 来歴
東京府東京市牛込区（現：東京都新宿区）に医師の長男として生まれる。1929年に第一高等学校を卒業して、東京帝国大学に進み、1932年に東京帝国大学文学部美学科を卒業した。
大学在学中から心座に関わり、新興劇団協議会書記局員、鏑木清方の長女と結婚、杉山誠と親交を結んだ。1938年から明治大学で西洋演劇を教え、1945年に文芸科兼任教授に就任する。
1946年に新演劇人協会事務局長となる。1947年に木下順二らの「ぶどうの会」に参加。1948年には築地小劇場代表取締役となった。
1949年、明治大学文学部が創設され教授となる。
1955年、ガルシーア・ロルカの『ベルナルダ・アルバの家』を岡倉士朗と演出した。1961年にぶどうの会を脱退し「劇団風」を旗揚げする。
1969年から1973年まで、明治大学人文科学研究所所長を務める。1978年に定年退職し名誉教授となった。
1993年8月17日に死去。85歳没。

## 著書
- 『近代劇』（至文堂、日本文学教養講座） 1951
- 『スタニスラフスキイ モスクワ芸術座のたましひ』（弘文堂、アテネ文庫） 1951
- 『近代劇十二講』（未來社） 1953
- 『山田肇演劇論集』（白凰社） 1995.7

### 編・解説
- 『鏑木清方文集』全8巻（白凰社） 1979 - 1980
- 鏑木清方『紫陽花舎随筆』（六興出版、1978／講談社文芸文庫、2018、電子書籍も刊）
- 『鏑木清方随筆集 東京の四季』（岩波書店、岩波文庫） 1987.8
- 鏑木清方『明治の東京』（岩波文庫） 1989.4

## 翻訳
- 『俳優修業』（スタニスラフスキイ、道統社） 1943、創元社 1951
- 『俳優の仕事』（ラポポルト、未來社、てすぴす叢書） 1952
- 『俳優の創造』（スダコフ、未來社、てすぴす叢書） 1952
- 『演出の原理』（ザハーヴァ、未來社、てすぴす叢書） 1952
- 『俳優修業』第1・2部（スタニスラフスキイ、未來社） 1954 - 1956、新版1975
- 『血の婚礼』（F・ガルシア・ロルカ、天野二郎共訳、未來社、てすぴす叢書） 1954
- 『ベルナルダ・アルバの家』（ガルシア・ロルカ、未來社、てすぴす叢書） 1956
- 『ブレヒト政治的詩人の背理』（マーティン・エスリン、木桧禎夫, 山内登美雄共訳、白凰社） 1963